# 弗雷德里克·安东内蒂
弗雷德里克·安东内蒂（法語：Frédéric Antonetti，1961年8月19日—），法国足球主教练，前队员。

## 荣誉
巴斯蒂亚
- 歐洲足協圖圖盃: 1997[2]